# Gouvernement Daladier III
Pour les articles homonymes, voir Gouvernement Daladier.
Troisième République
Blum II Daladier IV
Le troisième gouvernement d'Édouard Daladier a duré du 10 avril 1938 au 11 mai 1939, succédant au deuxième cabinet du socialiste Léon Blum. Voulant renouer avec la rigueur budgétaire, les radicaux se rallient à la droite, mettant fin de fait au Front populaire.

## Composition

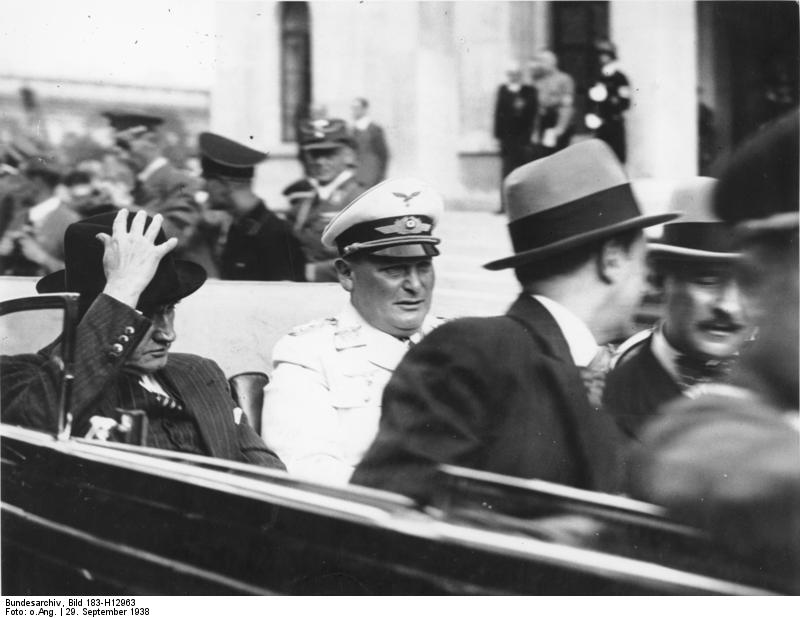
É. Daladier (à gauche) et H. Göring (à droite, en blanc), à Munich en septembre 1938, à l'occasion de la signature des accords de Munich.

| Portefeuille                                           | Titulaire | Titulaire                                     | Parti       |
| ------------------------------------------------------ | --------- | --------------------------------------------- | ----------- |
| Président du Conseil                                   |           | Édouard Daladier                              | PRRRS       |
| Vice-président du Conseil et Coordination des Services |           | Camille Chautemps                             | PRRRS       |
| Ministres                                              |           |                                               |             |
| Ministre des Affaires étrangères                       |           | Georges Bonnet                                | PRRRS       |
| Ministre des Finances                                  |           | Paul Marchandeau (jusqu'au 1er novembre 1938) | PRRRS       |
| Ministre des Finances                                  |           | Paul Reynaud                                  | DVD         |
| Ministre de l'Économie nationale                       |           | Raymond Patenôtre                             | USR         |
| Ministre de la Guerre et de la Défense nationale       |           | Édouard Daladier                              | PRRRS       |
| Ministre de la Justice                                 |           | Paul Reynaud (jusqu'au 1er novembre 1938)     | AD puis DVD |
| Ministre de la Justice                                 |           | Paul Marchandeau                              | PRRRS       |
| Ministre de l'Éducation nationale                      |           | Jean Zay                                      | PRRRS       |
| Ministre de l'Intérieur                                |           | Albert Sarraut                                | PRRRS       |
| Ministre de la Marine militaire                        |           | César Campinchi                               | PRRRS       |
| Ministre de l'Air                                      |           | Guy La Chambre                                | PRRRS       |
| Ministre du Commerce                                   |           | Fernand Gentin                                | PRRRS       |
| Ministre des Travaux publics                           |           | Ludovic-Oscar Frossard                        | USR         |
| Ministre des Travaux publics                           |           | Anatole de Monzie (à partir du 23 août 1938)  | USR         |
| Ministre de l'Agriculture                              |           | Henri Queuille                                | PRRRS       |
| Ministre des Postes, Télégraphes et Téléphones         |           | Alfred Jules-Julien                           | PRRRS       |
| Ministre des Colonies                                  |           | Georges Mandel                                | DVD         |
| Ministre du Travail                                    |           | Paul Ramadier                                 | USR         |
| Ministre du Travail                                    |           | Charles Pomaret (à partir du 23 août 1938)    | USR         |
| Ministre de la Santé publique                          |           | Marc Rucart                                   | PRRRS       |
| Ministre de la Marine marchande                        |           | Louis de Chappedeleine                        | RI          |
| Ministre des Anciens Combattants et des Pensionnés     |           | Auguste Champetier de Ribes                   | PDP         |

## Politique menée
- 25 février 1939 : accords Bérard-Jordana, qui reconnaissent la légitimité de Franco sur l'Espagne, signant ainsi l'arrêt de mort de la République espagnole, et qui permet d'obtenir la neutralité de l'Espagne en cas de guerre.